# Battaglia di Ourique
La battaglia di Ourique ebbe luogo nella campagna di Ourique, nell'attuale Alentejo, il 25 luglio 1139, che secondo la tradizione, sarebbe la data anniversaria di Alfonso I del Portogallo e di san Giacomo Maggiore (designato dalla leggenda come santo patrono della lotta contro i Mori, soprannominato quindi Matamoros). Essa ha un posto importante nella storia del Portogallo poiché segna la nascita dell'indipendenza del paese.

## Presentazione
Ciò che viene denominato "battaglia" fu certamente un violento scontro fra le truppe cristiane comandate da Alfonso Henriques, e quelle moresche, tra le numerose incursioni compiute da truppe cristiane nelle terre in mano ai musulmani: bestiame, schiavi e altri beni erano i principali obiettivi delle incursioni. I cristiani non si attendevano certamente tale scontro e, nonostante la loro inferiorità numerica, vinsero la battaglia. Di fatto, le truppe di Alfonso Henriques affrontarono quelle di cinque re Mori Almoravidi, comandate secondo le cronache portoghesi, dal re Esmar, e che erano indebolite da dissidi interni.
Spinto da questa vittoria, Alfonso Henriques decise di autoproclamarsi re del Portogallo con il nome di Alfonso I del Portogallo (sempre che non fossero state le sue truppe a proclamarlo tale sul campo di battaglia). La sua cancelleria prese ad utilizzare il titolo di Rex Portugallensis (Re dei Portoghesi) a partire dal 1140, proclamandolo re de facto, prima che il titolo (e l'indipendenza del Portogallo) fosse stata riconosciuta dal regno di León nel 1143 con il trattato di Zamora e successivamente dalla Santa Sede nel maggio 1179 con la bolla pontificia Manifestis Probatum di papa Alessandro III.
La leggenda narra che Dio fosse intervenuto in favore dei portoghesi. Questa battaglia segnò talmente l'immaginario popolare portoghese che la si ritrova più tardi sulla bandiera portoghese: i cinque scudi blu rappresentano i cinque re mori vinti di Lisbona, Badajoz, Beja, Elvas ed Évora. L'aiuto divino che permise ad Alfonso I di vincere è commemorato dai punti bianchi rappresentanti le cinque ferite del Cristo.

## Il campo di battaglia

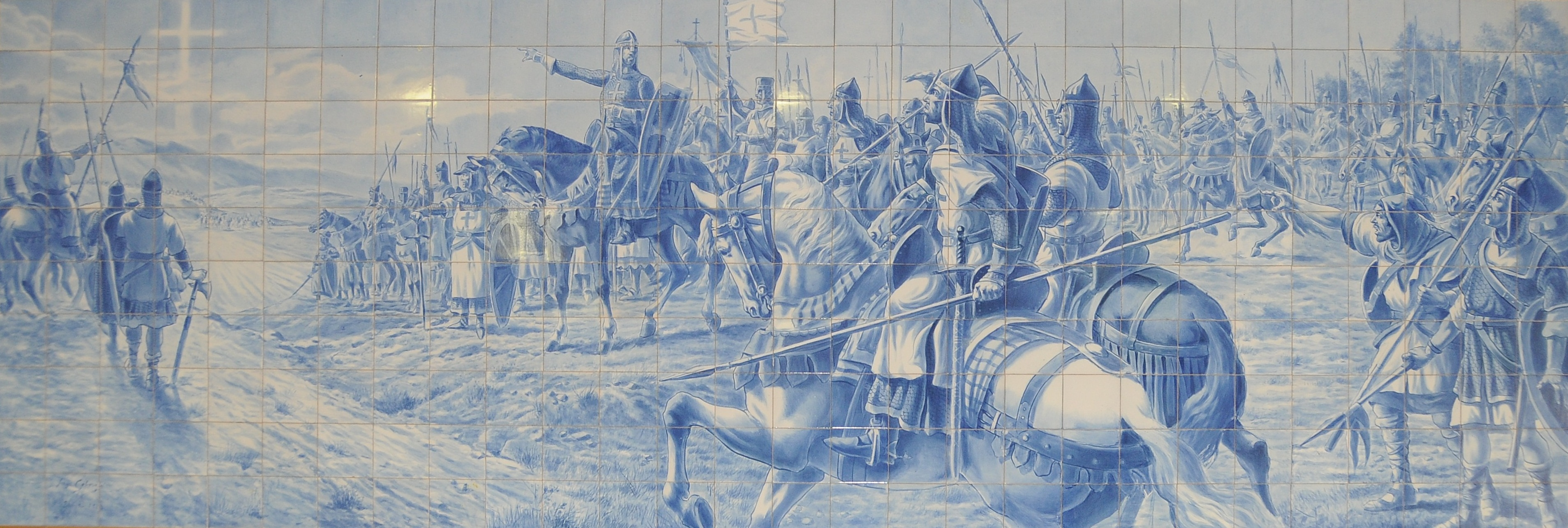
Battaglia d'Ourique di Jorge Colaço al Centro Culturale Rodrigues de Faria.

Non esiste consenso fra gli storici riguardo al luogo della battaglia di Ourique.
La descrizione più antica della battaglia comparve nella Crónica dos Godos, nella parte che tratta l'Era spagnola, del 1177 (1139 dell'Era cristiana)
Secoli dopo uno dei primi autori a iniziare la polemica sull'autenticità del racconto fu Alexandre Herculano quando affermò: «Ourique non è altro che una leggenda». Fu persino accusato di anticlericalismo.
Più recentemente altri storici, fra i quali José Hermano Saraiva, sono tornati sulla polemica. Vi sono in merito più teorie:
- L'ipotesi di Ourique (Basso-Alentejo), altrimenti nota come "Piana di Ourique", più o meno a metà strada fra Évora e Silves, è quella tradizionalmente ammessa. A quell'epoca il potere Almoravide si frammentava nella penisola iberica e il territorio corrispondente all'attuale Portogallo, sempre in mano musulmana, si trovava praticamente ripartito tra quattro taife: quella di Santarem, di Évora, di Silves e di Badajoz. In questa situazione una razzia di Afonso Henriques così lontano nel sud del territorio non era improbabile, poiché si sa che in quel periodo le grandi discordie fra musulmani erano state sempre quelle tra le quali le frontiere cristiane avanzavano sempre più verso sud. Vi sono d'altra parte numerosi documenti sulla razzia che il figlio Sancho I effettuò su Siviglia nel 1178, dando così prova della possibilità di percorrere una così ampia distanza in territorio ostile.

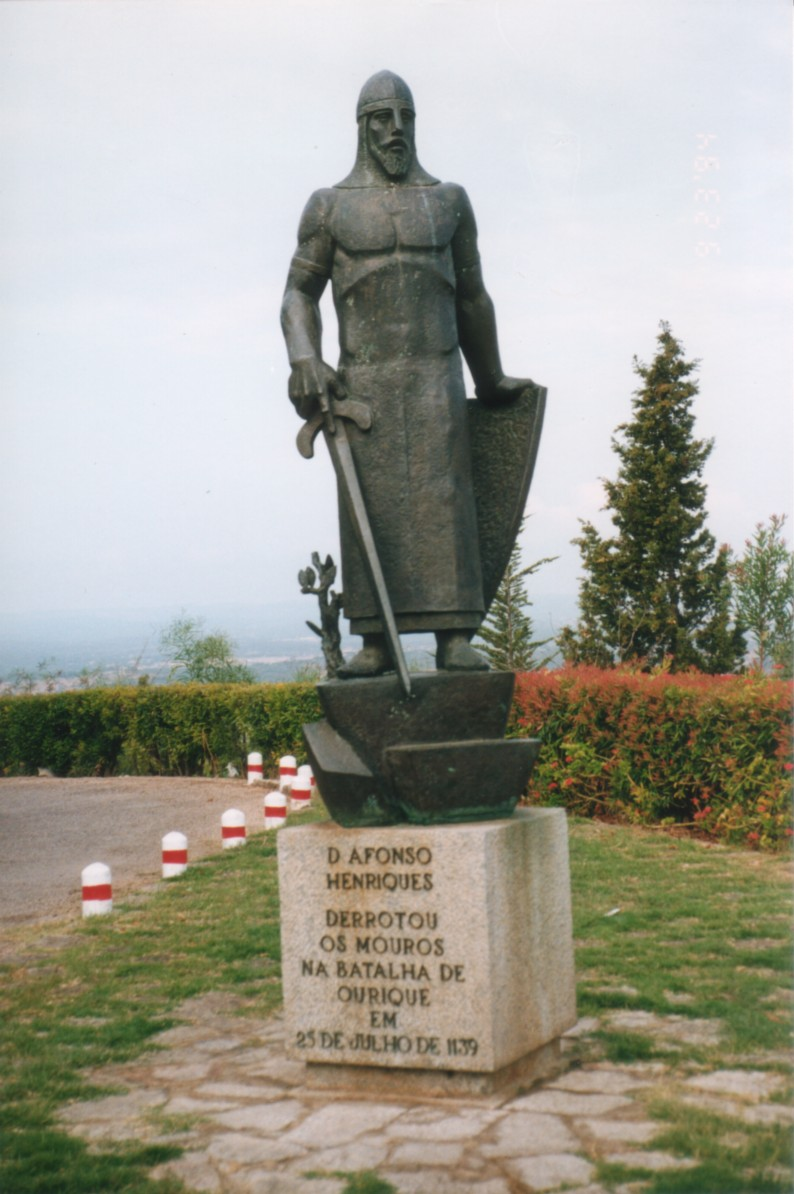
Statua di Alfonso-Henriques in Alentejo, commemorante la vittoria della battaglia di Ourique.

- L'ipotesi di Vila Chã de Ourique (à 2 km da Cartaxo), nel Ribatejo; troppo ad ovest per interessare le forze dell'emiro di Badajoz, il luogo conteneva numerosi difensori, da quando fu scoperta una gran quantità di ossa nella valle che prese il nome di Valle delle ossa.
- L'ipotesi di Campo de Ourique (a 7 km da Leiria): come per Vila Chã, il luogo si trova troppo vicino al litorale per aver interessato le forze dell'emiro di  Badajoz.
- L'ipotesi di Campo de Ourique (Lisbona) fa parte dell'immaginario popolare senza per questo aver alcun fondamento
- L'ipotesi di Aurélia (forse l'attuale Colmenar de Oreja, vicino a Madrid e Toledo) : certi sostengono una possibile confusione tra Ourique (Aurik) e Aurelia (Aureja, con una "j" aspirata come in castigliano), riguardo al luogo di battaglia. È possibile che vi sia stato un accordo tra Alfonso Henriques ed il re del Regno di Castiglia e León, Alfonso VII; nonostante la freddezza conseguente alla battaglia di Cerneja, di due anni prima, la guerra contro l'Islam, loro comune nemico, costituiva un motivo sufficiente per concepire un accordo tra questi sovrani cristiani, permettendo ad Alfonso VII di attaccare la fortezza di Aurelia. Al fine di evitare di essere circondato dai musulmani, Alfonso VII avrebbe chiesto al cugino Alfonso Henriques d'intraprendere una manovra diversiva, un'incursione portoghese in Alentejo che avrebbe costretto gli emiri delle taïfa di Gharb al-Andalus a difendersi. In questo modo Alfonso VII sperava di avere le spalle libere per poter attaccare Aurelia e ottenere una rapida resa, essendo impossibile al nemico un contrattacco grazie alla manovra portoghese.

Ciò che è certo, è che all'esito di questa battaglia, quando il cardinale Guido da Vico, emissario del Papa, riunì Alfonso Henriques e Alfonso VII a Zamora (1143), per convincerli che della loro animosità approfittavano gli infedeli, il sovrano portoghese scrisse a papa Innocenzo II, reclamando per sé e per i propri discendenti lo statuto di censual, che significava la sua dipendenza unicamente da Roma, invocando per questo il "miracolo di Ourique". Questo sarà cosa fatta nel 1179. In attesa, con questo incontro e con il trattato siglato (Trattato di Zamora), Afonso VII considerò Alfonso Henriques come suo pari: l'indipendenza del Portogallo fu così accettata.
A battaglia conclusa, Gualdim Pais, futuro maestro della provincia portoghese dei Cavalieri del Tempio, fondatore di Tomar e di Pombal, fu fatto cavaliere.